# Achillesaurus
Achillesaurus é um gênero de alvarezsaurídeo, dinossauro terópode do Santoniano, Cretáceo Superior encontrado no Rio Negro, Argentina. Foi um contemporâneo do Alvarezsaurus.